# Walter de Gruyter
Walter de Gruyter GmbH (germană: [ˈɡʁɔʏ̯tɐ] sau pronunție în germană [ˈxʁɔʏ̯tɐ]; nume de brand: De Gruyter) este o editură academică specializată în literatură universitară. Compania își are originea în librăria Königliche Realschule din Berlin, căreia i-a fost acordat în 1749 privilegiul regal de a tipări cărți de către regele Frederic al II-lea al Prusiei. Librăria a fost preluată în anul 1801 de Georg Reimer. În 1919, Walter de Gruyter (1862-1923) a hotărât fuziunea editurii conduse de el cu alte 4 edituri, fiind formată compania care a devenit Verlag Walter de Gruyter & Co în 1923 și Walter de Gruyter GmbH în 2012.

## Mărci editoriale și parteneriate
Mai multe foste edituri au devenit mărci ale De Gruyter.
- „De Gruyter Mouton/De Gruyter Saur” (anterior „Mouton de Gruyter”) a fost achiziționată de către de Gruyter, în 1977. Ea a fost inițial cunoscută sub numele de Mouton Publishers și avea sediul la Haga. Marca este specializată în domeniul lingvisticii și publică reviste academice, monografii științifice, lucrări de referință, publicații multimedia și bibliografii.
- K. G. Saur Verlag, cu sediul în München, a fost achiziționată în 2006, fiind păstrată marca „De Gruyter Saur”. Este specializată în informații de referință pentru biblioteci.
- De Gruyter a achiziționat revistele Berkeley Electronic Press în 2011.
- După depunerea cererii de protecție împotriva falimentului în 2012, editura Birkhäuser a fost achiziționată de către De Gruyter.[3]
- În 2012, De Gruyter a dobândit, de asemenea, editura cu acces liber Versita.[4] Începând din 2014 Versita este complet integrată în marca „De Gruyter Open”, care publică, de asemenea, mai multe așa-numite megareviste[5] și un blog[6] pe tema accesului liber în mediul academic, reflectând popularitatea tot mai mare la nivel mondial a accesului liber în rândul cercetătorilor și instituțiilor academice.[7]
- În 2013, De Gruyter a achiziționat două edituri academice ale grupului Cornelsen Verlag: Oldenbourg Wissenschaftsverlag și Akademie Verlag.[8]

De Gruyter este una dintre cele treisprezece edituri care participă la proiectul pilor Knowledge Unlatched, un consorțiu de biblioteci globale care are scopul de a oferi acces liber la cărți.